# Rönninge by

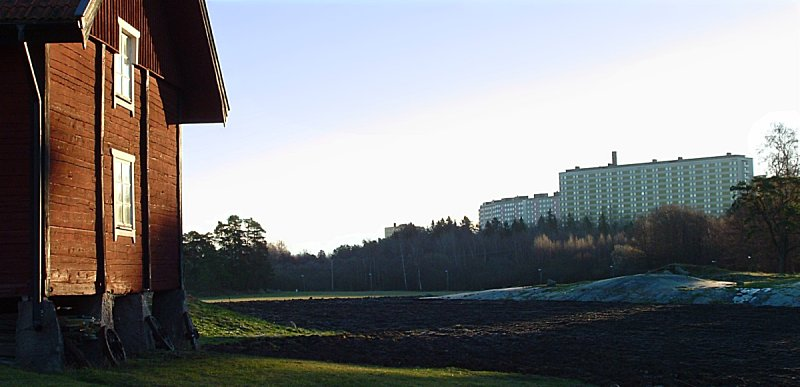
Rönninge by och Hägernäs

Rönninge by är en gammal by vid Rönningesjön i den östra delen av Täby kommun. Byn är idag ett visningsjordbruk med boskapsskötsel och olika binäringar. Där finns kor, hästar, får, getter, grisar, höns och kaniner. Man kan även se hur vardagen tedde sig för en bonde för 100 år sedan.  Det finns också en kaffestuga, raststuga och ett hembygdsmuseum.

## Historia
Människor har bott och brukat platsen där Rönninge by ligger sedan yngre järnåldern. Namnet kommer från ordet röjning (rydhinger). 
Sedan medeltiden har gårdarna varit arrenden från storgods i närheten. Från år 1704 till 1930 tillhörde byn Rydboholms slott. Den sista lantbrukaren flyttade år 1950. Idag drivs gården av en bofast familj.
År 1954 övertogs området av Täby köping, som planerade att bygga en småhusbebyggelse. Efter protester avskrevs planerna och byn rustades istället upp, med strävan att återskapa gårdens 1800-talsmiljö. Invigningen av det upprustade Rönninge by skedde den 31 augusti 1975.

## Evenemang
Området används som samlings- och festplats för olika evenemang, som Musikskolans dag, Midsommarfirande, stora byfesten och en julmarknad. Annars får man också ströva igenom byn när man vill.

## Friluftsliv
Rönninge by ligger i ett naturreservat kallat Rönninge by - Skavlöten. I naturreservatet finns det flera motionsspår med skyltar där det står om platsens kulturhistoria och natur. Det finns dessutom flera badstränder till den intilliggande Rönningesjön.